# كيني واتسون (لاعب كرة قدم أمريكية)
كيني واتسون (بالإنجليزية: Kenny Watson)‏ هو لاعب كرة قدم أمريكية أمريكي، ولد في 13 مارس 1978 في هاريسبرج في الولايات المتحدة.

## وصلات خارجية
- كيني واتسون على موقع مرجع كرة القدم المحترفة.كوم (الإنجليزية)